# San Vittore del Lazio
San Vittore del Lazio és un comune (municipi) de la província de Frosinone, a la regió italiana del Laci, situat a uns 130 km al sud-est de Roma i a uns 50 km al sud-est de Frosinone.
San Vittore del Lazio limita amb els municipis de Cassino, Cervaro, Conca Casale, Mignano Monte Lungo, Rocca d'Evandro, San Pietro Infine, Venafro i Viticuso.
A 1 de gener de 2019 tenia 2.571 habitants.